# Opava (řeka)
Opava (lidově Opavice, Černá Opavice, Opa, německy Oppa, polsky Opawa) je levostranný přítok řeky Odry, který protéká v okresech Bruntál, Opava a Ostrava-město v Moravskoslezském kraji. Řeka vzniká soutokem Střední a Černé Opavy ve Vrbně pod Pradědem. Střední Opava vzniká na území města Vrbno pod Pradědem soutokem Bílé a Střední Opavy. Černá Opava pramení při severozápadních svazích Orlíku a Střední Opava pramení na severovýchodních svazích Pradědu. Bílá Opava pramení na jihovýchodních svazích Pradědu. Délka toku činí 110,7 km. Plocha povodí měří 2089,0 km². Od ústí Opavice až do Opavy-Vávrovic tvoří státní hranici s Polskem (Opolské vojvodství) v délce cca 25 km. Největším přítokem je řeka Moravice.

## Průběh toku

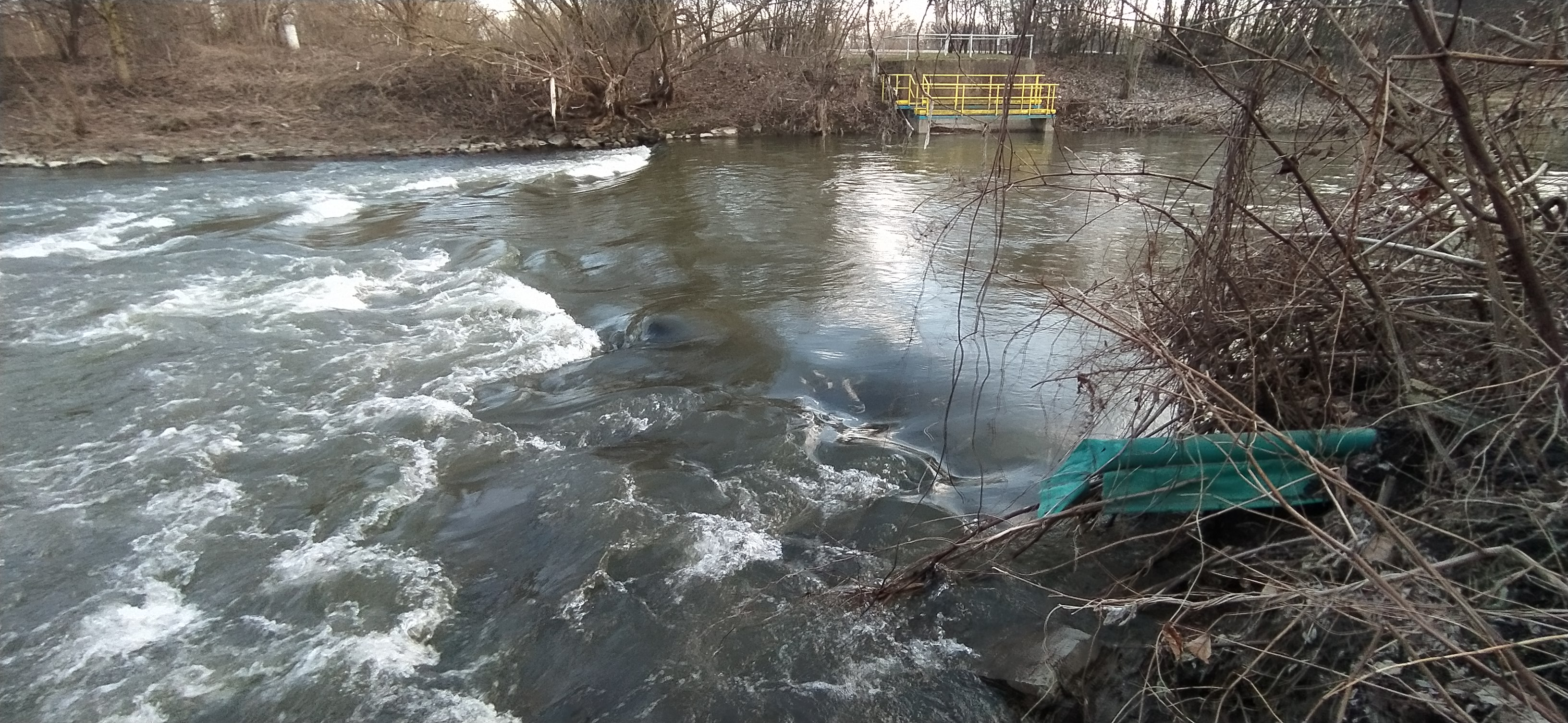
Ostrava, peřeje na Opavě

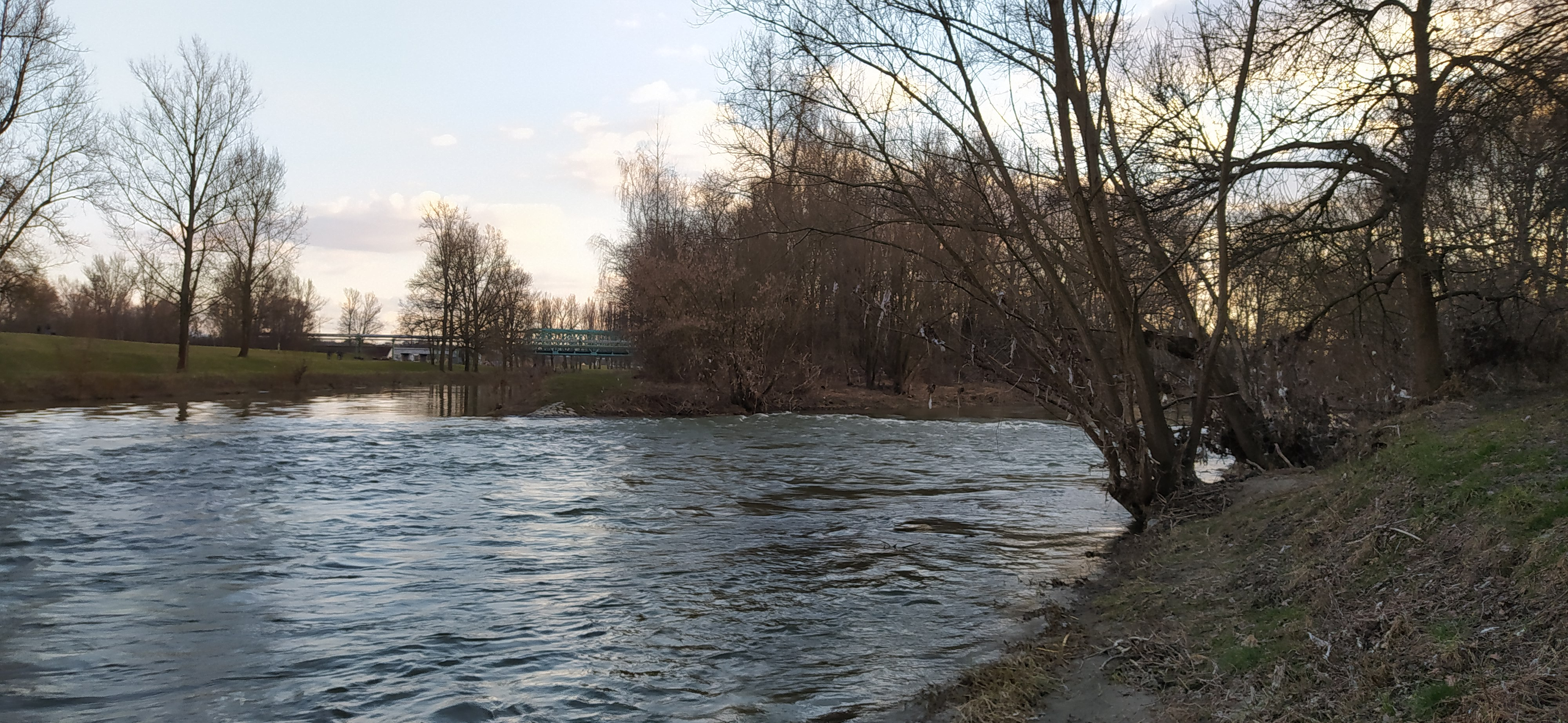
Ostrava, soutok Odry (vlevo) a Opavy (vpravo)

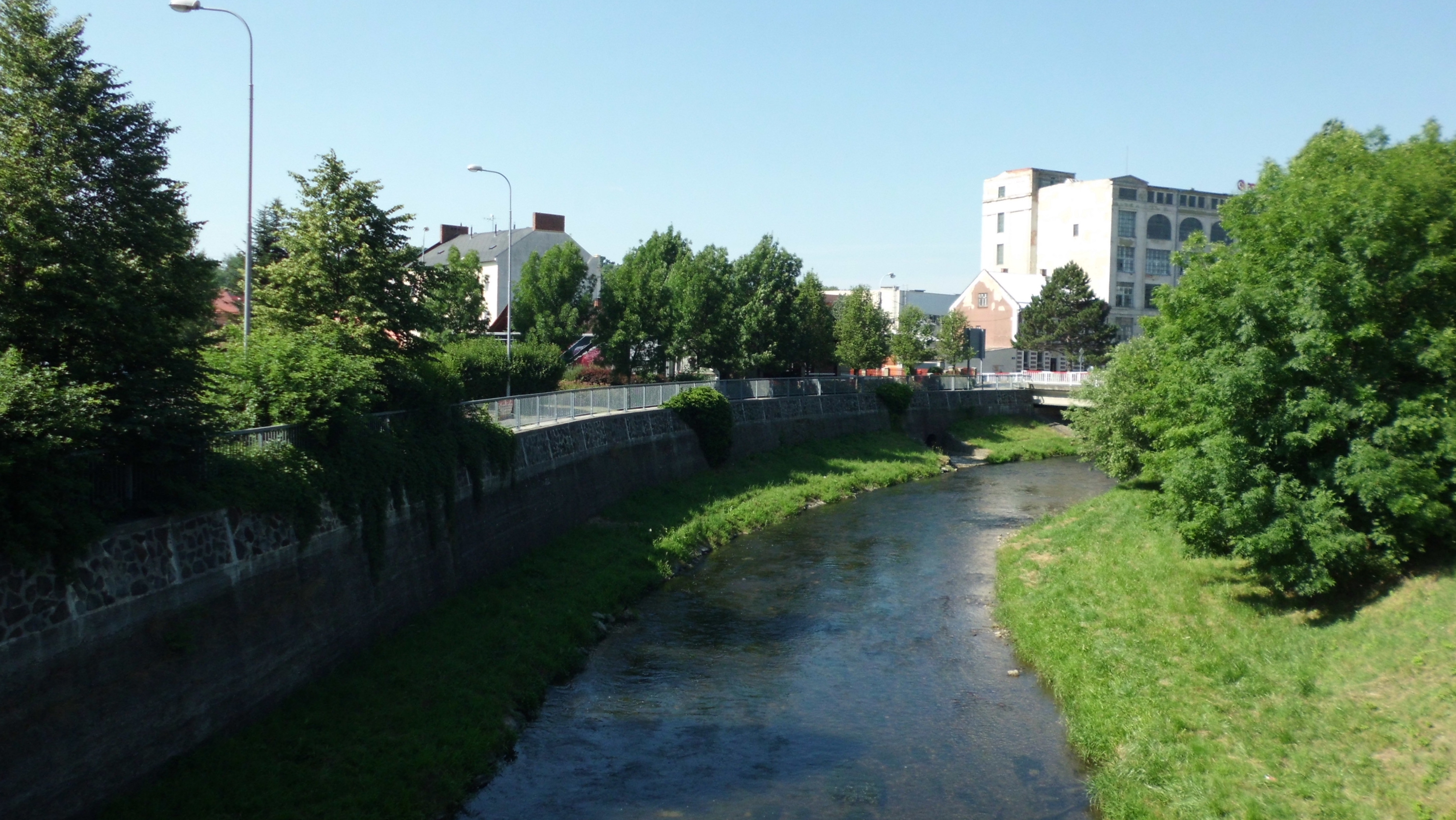
Opava v Krnově

Zdrojnice Opavy pramení v Hrubém Jeseníku a stékají se ve Vrbně pod Pradědem. Z Vrbna pod Pradědem teče řeka Nízkým Jeseníkem k jihovýchodu korytem, které po povodni roku 1997 dostalo přírodě blízký ráz – je tvořeno četnými meandry, štěrkovými terasami a ostrůvky. V Nových Heřminovech se obrací k severovýchodu, kterýžto směr si udržuje až ke Krnovu ve Zlatohorské vrchovině. Celý úsek od Vrbna až do Krnova má horský charakter, řeka teče hlubokým údolím, ve kterém vytváří četné peřeje. Pod Krnovem se údolí otevírá a řeka již teče nížinou Opavské pahorkatiny (206,6 m n. m. ústí Opavy do okresu Opava mezi k. ú. Úvalno a k. ú. Skrochovice) zhruba jihovýchodním směrem až k ústí do Odry v Ostravě-Svinově (nadmořská výška 205 m n. m.). Mezi Krnovem a Opavou tvoří řeka česko-polskou státní hranici. Mezi Opavou a Ostravou řeka vytváří několik meandrovitých úseků se štěrkovými lavicemi, vysokými hlinitými břehy s hnízdy břehulí, vyskytuje se i volavka šedivá a ledňáček říční. Časté padlé stromy, slepá ramena. Mezi Jilešovicemi a Děhylovem byla řeka zkrácena regulacemi o 2,5 km v souvislosti s těžbou štěrkopísku – jejímž důsledkem je vznik tzv. Hlučínského jezera. Řeka se tak dnes městu Hlučín úplně vyhýbá. Mezi Opavou a Kravařemi je část vody odváděna Mlýnskou strouhou, mezi Hájem ve Slezsku a Dolním Benešovem napájí levostranná ramena Opavy spolu s říčkou Štěpánka dolnobenešovské rybníky. Ústí do Odry v Ostravě v Ostravské pánvi v nadmořské výšce 205 m.

### Města
Největším městem na Opavě je Ostrava. Od svého počátku řeka protéká městy: Vrbno pod Pradědem, Krnov, Opava, Kravaře, Dolní Benešov, Hlučín a Ostrava.

### Větší přítoky
- levé – Kobylí potok, Kamenný potok, Jelení potok, Krasovka, Jelení potok, Opavice, Trmantický potok (Thirmický potok[4], Potok Ciermięcicki), Obecní potok, Wilżyna, Pilšťský potok (Ostra), Štěpánka, Vařešinka, Jasénka.
- pravé – Uhlířský potok, Skrbovický potok, Popel, Oborenský potok se Smrčinským potokem, Milotický potok, Zátoráček, Guntramovický potok, Mlýnský náhon, Hájnický potok, Černý potok, Čižina, Heraltický potok, Velká, Moravice, Strouha, Sedlinka, Ohrozima, Hrabyňka, Děhylovský potok, Plesenský potok.

## Vodní režim
Protože odvodňuje nejvyšší polohy Jeseníků, mívá Opava dostatek vody téměř po celý rok. Nejvyšších průtoků dosahuje koncem jara a nejnižších koncem léta. Průměrný průtok u obce Děhylov na 7,4 říčním kilometru činí 17,6 m³/s. Povodně v roce 1997 na mnoha místech změnily průběh toku řeky a některé úseky byly ponechány v přírodě blízkém stavu.
Hlásné profily:
| místo     | říční km | velikost povodí | průměrný průtok | stoletá voda |
| --------- | -------- | --------------- | --------------- | ------------ |
| Karlovice | 107,60   | 151,37 km²      | 2,51 m³/s       | 160 m³/s     |
| Krnov     | 72,60    | 370,68 km²      | 4,33 m³/s       | 225 m³/s     |
| Opava     | 37,60    | 929,69 km²      | 7,59 m³/s       | 388 m³/s     |
| Děhylov   | 7,40     | 2038,80 km²     | 17,6 m³/s       | 576 m³/s     |

## Využití

### Vodáctví
Řeka patří mezi vodácky využívané toky. Úsek Vrbno-Krnov dosahuje obtížnosti WWI-WWII, pod Krnovem již jen ZWC-WWI-.

### Vodní díla
V oblasti Nových Heřminov se uvažuje o stavbě přehradní nádrže, která by měla zmírnit průběh povodní. O výstavbě přehrady rozhodla vláda 21. dubna 2008. Kvůli ní má být zaplavena část Nových Heřminov. Postižené domy mají být vyvlastněny. V obci proto platí dlouhodobá stavební uzávěra.